# Invasiones mongolas de Corea

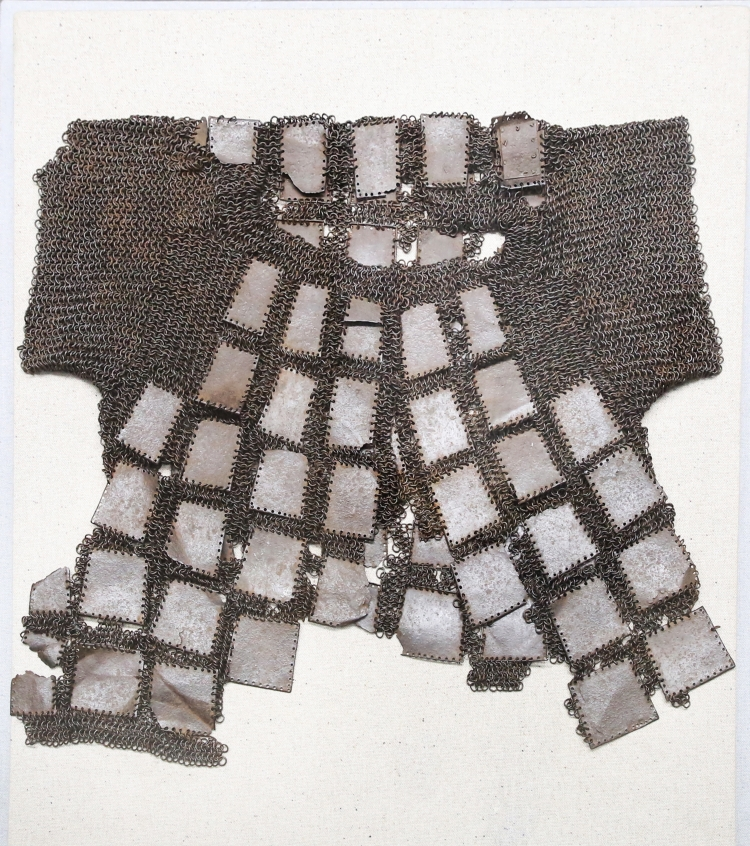
Cota de malla con placas de metal adjuntas, Goryeo,.

El Imperio mongol llevó a cabo una serie de campañas entre 1231 y 1270 contra la dinastía Goryeo de Corea. Hubo siete campañas importantes con un costo tremendo en vidas civiles; la última campaña convirtió a la mayor parte de Goryeo en un estado vasallo de la dinastía Yuan durante aproximadamente 80 años.  Sin embargo, existieron movimientos de rebelión durante todo este tiempo y en 1274, parte del territorio de Goryeo se encontraba fuera del control de los mongoles.
La dinastía Yuan exigiría riquezas y tributos a los reyes de Goryeo. A pesar de la sumisión a la dinastía Yuan, continuarían las luchas internas entre la realeza de Goryeo y las rebeliones contra el gobierno de Yuan, siendo la más famosa la rebelión Sambyeolcho. Corea y la dinastía Song opusieron una mayor y obstinada resistencia obstinada a las invasiones mongolas que muchos otros reinos y pueblos en Eurasia que fueron rápidamente aplastados por los mongoles a un ritmo vertiginoso.

## Invasión kitán (1216–1219)
Goryeo se encontró por primera vez con los mongoles en 1211, cuando unos soldados mongoles mataron a un enviado de Goryeo a la dinastía Jin.
Más tarde, los mongoles entraron en Goryeo mientras perseguían a los kitanos enemigos. En 1211, el príncipe kitán Yelü Liuge, que había estado sirviendo a los Jin como comandante militar, se rebeló y se apoderó de una parte de Liaodong. Dos años más tarde se proclamó gobernante de Liao. Yelü Liuge fue derrocado por su hermano menor, Yelü Sibu, y pidió ayuda a Gengis Kan para luchar contra el usurpador. Sibu también fue usurpado por uno de sus ministros, Yelü Qinu. En 1214, Jin asignó a Puxian Wannu para reprimir la rebelión. Sin embargo, Puxian Wannu fue derrotado y él mismo se rebeló en 1215. Con base en Dongjing («Capital del Este»), Puxian Wannu declaró el estado de Dazhen («Gran Yurchen»). En la primavera de 1216, los kitanos que huían de los Jin invadieron el territorio de Puxian Wannu y ocuparon el área desde Dengzhou hasta Poju (Uiju).
En 1216, los mongoles, acompañados por Yelü Liuge, persiguieron a los rebeldes kitanos hasta las fronteras de Goryeo y lanzaron un ataque contra Dafuying, situada en una isla en el curso bajo del río Yalu. Los kitanos pidieron ayuda a Goryeo, pero cuando la solicitud fue denegada, cruzaron el Yalu con unos 90 000 hombres e invadieron la frontera de Goryeo. Los rebeldes kitanos pasaron 1217 saqueando todo hacia el sur de la península de Corea antes de que varias derrotas a manos del general coreano Kim Ch'wiryŏ los obligaran a retirarse. Entonces, volvieron su atención hacia el territorio de Puxian Wannu. Este ya había sido derrotado por los mongoles y sometido, pero cuando las fuerzas mongoles se retiraron, avanzó más al este hacia Yalu y, a principios de 1217, declaró el estado de Dongxia («Xia Oriental»). Presionado por los Jin, huyó nuevamente hacia el este, hacia el curso inferior del río Tumen. También fue allí donde los kitanos huyeron de Goryeo. Los kitanos pudieron reunir refuerzos y luego invadieron Goryeo nuevamente en el otoño de 1217. La invasión kitán se detuvo después de que tomaron la ciudad de Kangdong, donde las fuerzas de Goryeo lograron contenerlos.
En el invierno de 1218, 10 000 tropas mongolas comandadas por Hazhen y Zhala, acompañadas por 20 000 tropas yurchen orientales comandadas por Wanyan Ziyuan, entraron en Goryeo desde el noreste. Derrotaron a las fuerzas kitán en las ciudades de Hwaju, Maengju, Sunju y Tŏkchu. El avance yurchen-mongol fue detenido por una fuerte nevada que dejó las carreteras intransitables. Hazhen envió una carta llevada por el traductor Zhao Zhongxiang a Cho Ch'ung, el comandante de Goryeo a cargo del noroeste, solicitando provisiones y exigiendo que las dos naciones entablaran una relación de hermanos mayor y menor después de la subyugación de los kitanos.
Cho Ch'ung y Kim Ch'wiryŏ estaban a favor de cumplir con las demandas de los mongoles, pero el tribunal de Goryeo se mostró más aprensivo. Al final acordaron ayudar a las fuerzas mongolas a instancias de Cho. Se enviaron a los mongoles mil fanegas de arroz y mil tropas escogidas. Llegaron a tiempo para presenciar el asalto de los mongoles a los kitanos en la ciudad amurallada de Taeju. Los refuerzos fueron bien recibidos por los mongoles.
A principios de 1219, estaban en marcha los preparativos para tomar la última fortaleza kitán en Kangdong. Las tropas de Goryeo se unieron a la fuerza yurchen-mongol. Se estima que 50 000 kitanos se rindieron y abrieron las puertas.
Después de la caída de Kangdong, Goryeo envió una delegación al campamento de Zhala, así como obsequios a los comandantes mongoles. Los enviados mongoles se reunieron con Gojong de Goryeo (que reinó entre 1213 y 1259) y le entregaron un documento sin las formalidades habituales. Cho acompañó a los comandantes mongoles y yurchen a Yalu, donde los mongoles se apoderaron de una gran cantidad de caballos de Goryeo y se marcharon. Sin embargo, dejaron atrás a 41 subordinados en Poju para que aprendieran el idioma de Goryeo y esperaran el regreso de los mongoles. Los mongoles también comenzaron a cobrar tributos anuales a Goryeo y, en dos años, Gojong abogaba por el cese del pago de tributos y la resistencia contra los mongoles.
Las condiciones en el noroeste eran malas tras las incursiones kitán. En el otoño de 1219, los comandantes militares Han Sun y Ta Chi se rebelaron en Poju y desertaron, poniéndose bajo el mando de Puxian Wannu, quien aumentó sus fuerzas con 10 000 yurchens orientales. Intentaron hacer una alianza con el comandante Jin Yugexia. Yugexia los invitó a un banquete y los mató. Sus cabezas fueron enviadas a Kaesong a principios de 1220, por lo que Yugexia fue recompensada enormemente por la corte de Goryeo. Sin embargo, Yugexia saqueó repetidamente las ciudades fronterizas de Goryeo durante varios años después. Las tropas enviadas a Poju para restablecer el orden mataron a tantas personas que cuatro meses después se produjo otra rebelión que requirió 5000 soldados para sofocarla. Los kitanos que habían huido a las montañas continuaron atacando las guarniciones de Goryeo.

## Invasiones mongolas

### Primera invasión de 1231–32

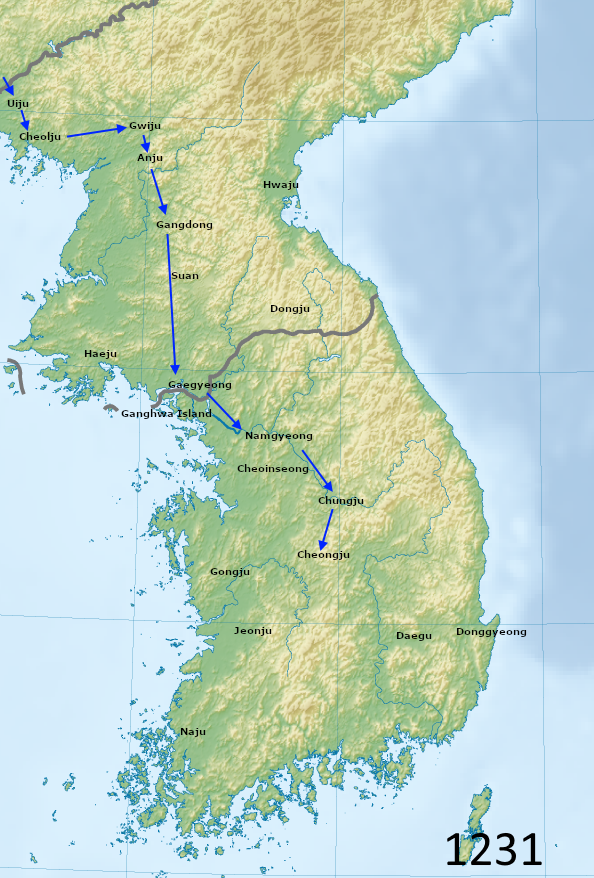
Invasión mongola de Goryeo de 1231.

En 1221, una delegación mongol encabezada por Zhuguyu hizo una lista de demandas, mientras que entre 6000 y 7000 tropas mongoles llegaron a la frontera de Goryeo unos días después. Fueron recibidos con frialdad por el tribunal de Goryeo. En 1224, Puxian Wannu declaró su independencia de los mongoles y envió delegados a Goryeo para establecer una alianza. Goryeo rechazó la oferta y durante los siguientes cuatro años, los yurchens orientales atacaron Goryeo. En 1229 se intentó entablar negociaciones de paz debido al deterioro de las relaciones entre los mongoles y Goryeo.
El 26 de agosto de 1231, una fuerza mongol liderada por Saritai cruzó el Yalu y rodeó Hamsin-chin (Uiju). El general Cho Sukch'ang y el subcomisionado Chŏn Kan entregaron Hamsin-chin a los mongoles. Las fuerzas mongolas se dividieron y un grupo se dirigió hacia el norte para atacar Sakju, mientras que el otro grupo se dirigió hacia el Yalu. Mientras el segundo grupo que se dirigía al sur llegó a Chongju, Kim Kyŏngson intento oponer resistencia contra los mongoles, pero toda la ciudad ya había huido, por lo que se retiró al castillo de Kuju. Desde Chongju, los mongoles se dirigieron a Inju, donde Hong Bok-won desertó y sometió el área y 1500 hogares. Más tarde, su familia desempeñó un papel fundamental en las campañas mongolas contra Goryeo actuando como guías. En Ch'ŏlchu (en la provincia de Hamgyong), los hombres se cortaron el cuello y quemaron el granero y a todas las mujeres y niños antes de someterse a los mongoles. Yongju, Sonju y Kwakchu cayeron en octubre.
Los mongoles pasaron por alto Chaju y la capital occidental (Pionyang), donde encontraron una dura resistencia. El ejército de esclavos dirigido por Ji Gwang-su luchó hasta la muerte. Tomaron Hwangju antes de llegar al paso de Chabi, la puerta de entrada a Kaesong.
Ch'oe U convocó a los Tres Ejércitos y reclutó tropas de las provincias. Yugexia aportó 5000 soldados e incluso bandidos entraron en el ejército de Goryeo. Los Tres Ejércitos bajo el liderazgo de Yi Chasŏng partieron de Kaesong a principios de octubre y defendieron un ataque sorpresa de 8000 soldados mongoles. El ejército de Goryeo fue derrotado en Anju, tras lo cual Goryeo inició negociaciones con los mongoles. Sin embargo, cuando a finales de noviembre llegó al tribunal la noticia de que los mongoles exigían la sumisión de Goryeo, la respuesta de Goryeo fue continuar con la resistencia. Kaesong fue rodeada por fuerzas mongolas a finales de diciembre. Goryeo se sometió oficialmente y los Tres Ejércitos se rindieron.
La rendición de Goryeo no significó el fin inmediato de los combates. Los mongoles saquearon ciudades que habían tomado anteriormente. Chŏn Kan intentó derrotar a los mongoles en Hamsin-chin, pero un tal Xiaoweisheng escapó. Chaju resistió mientras se producían intensos combates en Chongju. En el asedio de Kuju, Pak Sŏ dirigió las fuerzas que se habían reunido en las ciudades circundantes para defenderse contra los mongoles. Kim Chungon defendió los muros oriental y occidental, mientras que Kim Kyŏngson defendió el sur. Los mongoles atacaron repetidamente las puertas oeste, sur y norte. Utilizaron carros de hierba y madera, así como torres, para intentar escalar las murallas, pero los defensores respondieron con hierro fundido y prendieron fuego a las máquinas de asedio. También intentaron minar las murallas de la ciudad pero el túnel se derrumbó. El muro sur fue atacado por quince grandes catapultas. Los defensores utilizaron sus propias catapultas para ahuyentar a los atacantes y utilizaron barro y agua para apagar los incendios con proyectiles inflamatorios. Los mongoles se retiraron por un tiempo después de 40 días de asedio a la ciudad sólo para regresar con refuerzos. Instalaron 30 catapultas y rompieron la muralla de la ciudad en 50 lugares, pero fueron reparadas mientras Pak Sŏ realizó una salida exitosa y ahuyentó a los atacantes. Kuju y Chaju finalmente se sometieron después de múltiples órdenes del tribunal de Goryeo. Pak Sŏ y Ch'oe Ch'unmyŏmg, defensor de Chaju, casi fueron ejecutados, pero los mongoles los perdonaron debido a que admiraban su valentía.
Saritai exigió 10 000 caballos pequeños, 10 000 caballos grandes, 10 000 rollos de gasa púrpura, 20 000 pieles de nutria y ropa para un ejército de un millón de hombres. También se exigieron rehenes de la familia del rey, líderes provinciales y altos funcionarios. Goryeo presentó un gran homenaje, pero no hubo rehenes. El general Saritai comenzó a retirar su fuerza principal hacia el norte en la primavera de 1232, dejando a 72 funcionarios administrativos mongoles (darughachi) estacionados en varias ciudades del noroeste de Goryeo para garantizar que cumplieran los términos de paz. Controlaban casi toda la moderna provincia de P'yŏngan del Norte y también una gran parte de la provincia de P'yŏngan del Sur.

### Segunda invasión de 1232

La capital de Goryeo fue trasladada a Ganghwado durante las invasiones mongolas. La nueva capital estaba fuertemente fortificada y nunca fue conquistada por los mongoles.

Cuando los mongoles se acercaron a Kaesong en la invasión anterior, Ch'oe U envió a su familia a la isla Ganghwa. En la primavera de 1232, Ch'oe U reunió a todos los altos funcionarios en su residencia y sugirió trasladar la capital a Ganghwa. Un disidente, Kim Sech'ung, fue ejecutado por hablar en contra del plan. La familia real se trasladó a Ganghwa y se enviaron comisionados a las provincias para instruir a la gente a refugiarse en ciudadelas montañosas o en las islas costeras. Una vez completada la mudanza, en el verano de 1232, los darughachi mongoles del continente fueron asesinados.
La capital occidental (Pionyang) todavía se encontraba bajo el control de Hong Bok-won, un señor de la guerra de Goryeo que había desertado y se había pasado al lado mongol. Cuando la gente de la capital occidental se enteró de que el tribunal planeaba matar a los funcionarios mongoles, se rebelaron por temor a que las represalias. Los funcionarios del gobierno de la capital occidental huyeron a la isla Chŏ.
En el verano de 1232, la invasión mongola liderada por Saritai avanzó hacia el sur hacia el valle del río Han sin encontrar mucha resistencia. Sin embargo, en un ataque a Ch'ŏin-song, Saritai fue asesinado por una flecha disparada por el monje Kim Yun-hu. El ejército mongol se retiró, dejando a Hong Bok-won a cargo de supervisar el territorio que habían conquistado.
En la primavera de 1233, un enviado mongol entregó una lista que detallaba los crímenes de Goryeo. La respuesta de estos fue lanzar una ofensiva contra Hong Bok-won para expulsarlo de la capital occidental. Hong escapó con su familia al territorio mongol en Liaoyang y Shenyang, mientras que la gente de la capital occidental fue reasentada en unas islas. Los mongoles nombraron a Hong líder del noroeste de Goryeo.

### Tercera invasión de 1235–39

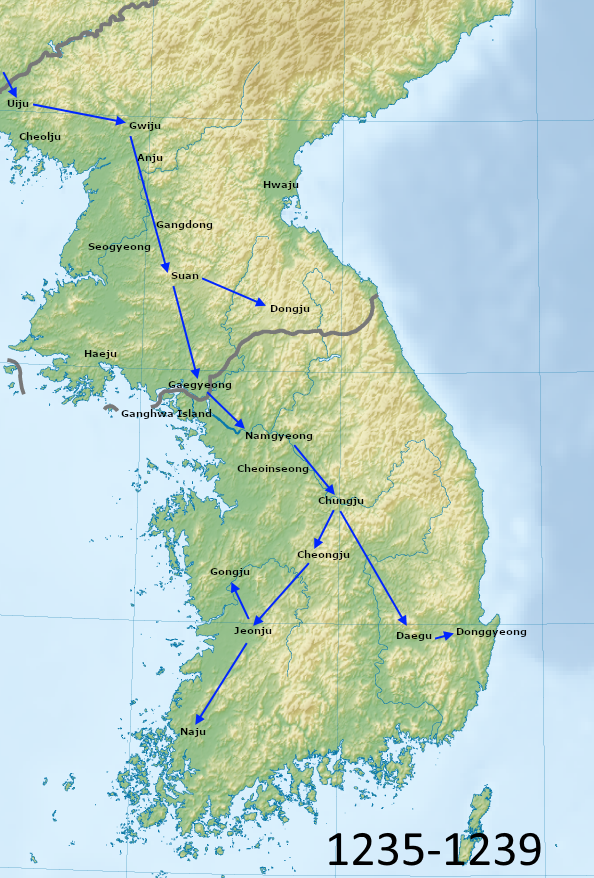
Invasión mongola de Goryeo de 1235.

A finales de 1233, Guyuk y el príncipe Alchidai habían derrotado a Puxian Wannu y, a principios de 1234, conquistaron la China Jin. En el kurultai de 1235, Ogodei Kan dio órdenes de atacar Goryeo, a los Song del Sur, a los pueblos al oeste del Volga, y avanzar hasta el borde de Cachemira.
En el verano de 1235, las tropas mongolas atacaron Goryeo. Se levantaron defensas alrededor de la isla Ganghwa y se ordenó a la gente de la capital del sur (la actual Seúl) y Gwangju que evacuaran a la isla. A finales de 1235, las tropas mongolas y yurchen orientales bajo el mando de Tanqut-Batur habían tomado Yonggang, Hamjong, Samdŭng y Haep'yong (la actual Sangju). En la primavera de 1236, las tropas mongolas se trasladaron al sur y tomaron Hwangju, Sinju y Anju. En invierno, los mongoles habían llegado tan al sur como la capital del sur y penetraron en Cheongju.
Goryeo no intentó formar un ejército contra los mongoles y las acciones ofensivas se limitaron a incursiones contra pequeñas patrullas. A la gente se le dijo que evacuara a lugares defendibles, como fortalezas insulares o en las montañas, y se les dejó a su suerte. La propia isla de Ganghwa estaba fuertemente defendida y los mongoles nunca intentaron tomarla. Durante la invasión, el rey Gojong ordenó que se creara un conjunto de bloques de impresión para el canon budista, cuyo trabajo comenzó en 1237. El Goryeo Daejanggyeong se completó en 1248.
Algunas personas en Goryeo desertaron y se pasaron a los mongoles. En el verano de 1238, 2000 hombres bajo el liderazgo de Cho Hyŏnsŭp y Yi Wŏnu se sometieron a los mongoles. Cho quedó bajo el mando de Hong Bok-won. Yi Kunsik también desertó con 12 personas.
Las negociaciones empezaron en el invierno de 1238 y Goryeo prometió sumisión eterna, tras lo cual los mongoles se retiraron. Los enviados mongoles trajeron una lista de demandas que incluían que el rey de Goryeo se presentara en la corte mongol. La reina viuda de Goryeo acababa de fallecer y el rey utilizó el período de luto como excusa para evitar el cumplimiento. Más tarde se dieron muchas más excusas, incluida la enfermedad y que era demasiado avanzado para su edad. Goryeo envió como rehén a Chŏn, el duque de Sinan, y lo hizo pasar por hermano del rey. Se dirigió a la corte mongola con un séquito de 148 hombres para presentar una petición y tributo. Un pariente real, Wang Sun, el duque de Yŏngnyŏng, también fue enviado como rehén a la corte mongol mientras pretendía ser el príncipe heredero. La llegada del pretendiente príncipe de 17 años a la corte mongola en 1241 y la reanudación de las misiones tributarias aseguraron un momento de respiro para Goryeo hasta 1247.
A pesar de las reiteradas demandas mongolas, la capital de Goryeo no fue trasladada al continente. Gojong se reunió con enviados mongoles en el continente unos años más tarde, pero Ch'oe U y sus sucesores, los responsables de defender Goryeo, permanecieron en la isla por el resto de sus vidas. Aprovechando la momentánea paz, se envió mensajes al sur de Goryeo con instrucciones para preparar las defensas. La continua resistencia de Goryeo resultó en otra invasión mongola en 1247.

### Cuarta invasión de 1247–48
En el otoño de 1247, una fuerza mongol comandada por Amukan apoyada por otra fuerza liderada por Hong Bok-won llegaron a Yŏmju (en el actual condado de Yonan). Los mongoles controlaron el área al norte del río Chongchon y atacaron Goryeo. Después de la muerte de Guyuk Kan en 1248, el rehén real Wang Chŏn regresó a Goryeo.

### Quinta invasión de 1253–54

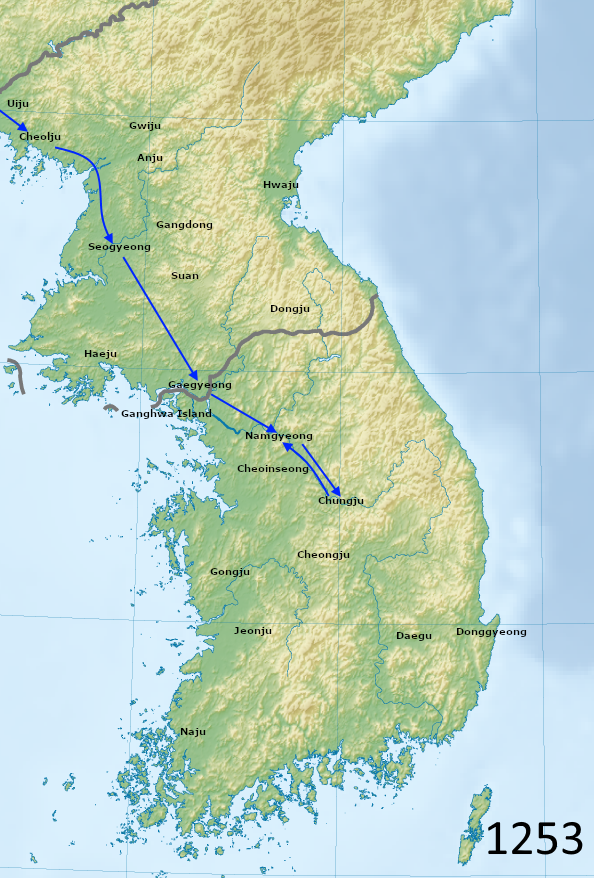
Invasión mongola de Goryeo de 1253.

Tras la ascensión de Möngke Kan en 1251, los mongoles volvieron a repetir sus demandas. Möngke Kan envió varios emisarios a Goryeo, anunciando su coronación en octubre de 1251. También exigió que se convocara al rey Gojong ante él en persona y que su cuartel general se trasladara de la isla de Ganghwa al continente coreano, pero la corte de Goryeo se negó a enviar al viejo rey argumentando que ya no podía viajar tan lejos. Möngke volvió a enviar a sus emisarios con tareas específicas. Los enviados fueron bien recibidos por los funcionarios de Goryeo pero también los criticaron, diciendo que su rey no siguió las órdenes de su señor supremo Möngke. Möngke ordenó al príncipe Yeku que comandara un ejército contra Corea. Sin embargo, un coreano de la corte de Möngke los convenció de comenzar su campaña en julio de 1253. Yeku, junto con Amuqan, exigieron la rendición de la corte de Goryeo. La corte se negó pero no resistió a los mongoles y reunió al campesinado en las fortalezas e islas de las montañas. Trabajando junto con los comandantes de Goryeo que se habían unido a los mongoles, Jalairtai Qorchi devastó Corea. Cuando llegó uno de los enviados de Yeku, Gojong lo recibió personalmente en su nuevo palacio en Sin Chuan-bug. Gojong finalmente acordó trasladar la capital de regreso al continente y envió a su hijastro Angyeong como rehén. Los mongoles acordaron un alto el fuego en enero de 1254.

### Sexta invasión de 1254
Más tarde, los mongoles se enteraron de que los altos funcionarios de Goryeo permanecían en la isla Ganghwa y habían castigado a quienes negociaron con los mongoles. Entre 1253 y 1258, los mongoles bajo el mando de Jalairtai lanzaron cuatro invasiones devastadoras en la exitosa campaña final contra Corea.
Möngke se dio cuenta de que el rehén no era el príncipe de sangre de la dinastía Goryeo. Entonces Möngke culpó al tribunal de Goryeo por engañarlo y ordenó matar a la familia de Lee Hyeong, que era un general coreano pro-mongol. El comandante de Möngke, Jalairtai, devastó gran parte de Goryeo y tomó 206 800 cautivos en 1254. El hambre y la desesperación obligaron a los campesinos a rendirse a los mongoles. Establecieron una oficina de la quiliarquía en Yonghung con funcionarios locales.

### Séptima invasión de 1255–56
Los mongoles ordenaron a los desertores que construyeran barcos y comenzaron a atacar las islas costeras a partir de 1255. En la península de Liaodong, los mongoles finalmente concentraron a los desertores coreanos en una colonia de 5000 hogares.
Mongke Kan envió una vez más un gran ejército junto con el príncipe Yeongnyeong y Hong Bok-won, quienes habían sido tomados como rehenes por Jalaltai como capitán, y se reunieron en Gapgot Daedan y mostraron impulso para atacar la isla Ganghwa. Sin embargo, Kim Sugang, que acababa de ir a Mongolia, logró persuadir a Mongke Kan y los mongoles se retiraron de Goryeo.

### Octava invasión de 1255–56
En 1258, el rey Gojong de Goryeo y uno de los sirvientes del clan Ch'oe, Kim Injoon, organizaron un contragolpe y asesinaron al jefe de la familia Ch'oe, poniendo fin al gobierno de la familia Ch'oe que se había extendió por seis décadas. Posteriormente, el rey pidió la paz con los mongoles. Cuando la corte de Goryeo envió al futuro rey Wonjong como rehén a la corte mongol y prometieron regresar a Kaegyong, los mongoles se retiraron de Corea Central.
Había dos partidos dentro de Goryeo: el partido de los literatos, que se oponía a la guerra con los mongoles, y la junta militar, encabezada por el clan Ch'oe, que presionaba para que continuara la guerra. Cuando el dictador Ch'oe fue asesinado por el partido de los literatos, se firmó un tratado de paz. El tratado permitió el mantenimiento del poder soberano y la cultura tradicional de Goryeo, lo que implicaba que los mongoles renunciaron a incorporar Goryeo bajo control mongol directo y se contentaron con darle autonomía, pero el rey de Goryeo debía casarse con una princesa mongol y estar subordinado al Kan.

## Consecuencias
Gran parte de Goryeo quedó devastada después de décadas de lucha. Se dijo que después no quedaron estructuras de madera en Goryeo. Hubo destrucción cultural y la torre de nueve pisos de Hwangnyongsa y el primer Tripitaka Coreano fueron destruidos. Después de ver al príncipe heredero de Goryeo como rehén, Kublai Kan estaba jubiloso y dijo: "Goryeo es un país contra el que hace mucho tiempo incluso Tang Taizong hizo campaña personalmente pero no pudo derrotar, pero ahora el príncipe heredero viene a mí, es la voluntad de ¡cielo!"
Las luchas internas dentro de la corte real continuaron en relación con la paz con los mongoles hasta 1270.
Desde Ch'oe Ch'ung-hŏn, Goryeo había sido una dictadura militar, gobernada por el ejército privado de la poderosa familia Ch'oe. Algunos de estos oficiales militares formaron la Rebelión Sambyeolcho (1270-1273) y resistieron en las islas frente a la costa sur de la península de Corea.
Comenzando con Wonjong, durante aproximadamente 80 años, Goryeo fue un estado vasallo y aliado obligatorio de la dinastía Yuan. Los gobernantes mongoles y coreanos también estaban vinculados por matrimonios, ya que algunos príncipes y aristócratas mongoles se casaban con princesas coreanas y viceversa. Durante el reinado de Kublai Kan, el rey Chungnyeol de Goryeo se casó con una de las hijas de Kublai. Más tarde, una princesa coreana llamada Qi se convirtió en emperatriz a través de su matrimonio con Toghon Temür, y su hijo, Ayushiridara, se convirtió en emperador de la dinastía Yuan del Norte. Los reyes de Goryeo tenían un estatus importante al igual que otras familias importantes de Mardin, uigures y mongoles (oirates, Hongirat e Ikeres). Se afirma que uno de los monarcas de Goryeo era el nieto más querido de Kublai Kan y había crecido en la corte Yuan.